# Codex Suprasliensis
Le Codex Suprasliensis est un manuscrit du Xe siècle, le plus grand manuscrit rédigé en vieux-slave, et la plus ancienne œuvre littéraire slave de Pologne. Depuis le 20 septembre 2007, il figure sur la liste Mémoire du monde de l'UNESCO.
Le codex, écrit à la fin ou même au milieu du Xe siècle, contient un menaion pour le mois de mars, croisant le cycle mobile de Pâques. Il contient également 24 vies de saints, 23 homélies et une prière, dont la plupart ont été écrites ou attribuées à Jean Chrysostome. Le codex de 284 feuillets (ou 285 feuillets, selon certaines sources) a été découvert en 1823 par le chanoine Michał Bobrowski dans le Monastère de l'Annonciation de Supraśl.
En 1838, Bobrowski envoie la dernière partie du manuscrit en deux morceaux au philologue slovène Jernej Kopitar afin qu'il puisse le transcrire. Après que Kopitar l'ait rendue, Bobrowski lui envoie la première partie (118 folios), mais pour une raison inconnue, celle-ci n'est pas restituée à Bobrowski et n'est retrouvée qu'en 1845 parmi les documents du défunt Kopitar. Elle est ensuite conservée par le lycée de Ljubljana et se trouve maintenant à la Bibliothèque nationale et universitaire de Slovénie.
La plus grande partie est achetée pour la bibliothèque privée de la famille Zamoyski à Varsovie. Cette partie du codex disparaît pendant la Seconde Guerre mondiale, mais refait surface aux États-Unis et est renvoyée en Pologne en 1968 par Herbert Moeller, où elle est ensuite conservée par la Bibliothèque nationale à Varsovie. La troisième partie, composée de 16 folios, est détenue par la Bibliothèque nationale russe à Saint-Pétersbourg.
Le codex a été publié par Franz Miklosich (Vienne, 1851), Sergeï Severjanov (Suprasalьskaja rukopisь, Saint-Pétersbourg, 1904) et Jordan Zaimov et Mario Capaldo (Sofia, 1982-1983). Alfons Margulies a produit un volume important sur le codex intitulé Der altkirchenslavische Codex Suprasliensis (Heidelberg, 1927).
Le folio 260 du manuscrit contient la note g(ospod)i pomilui retъka amin . Certains experts pensent que retъka représente le nom d'un scribe (d'où parfois la désignation Codex de Retko) et que le texte a été copié de plusieurs sources. La recherche indique qu'au moins une des sources peut avoir été rédigée en glagolitique. Les vocalisations des yers, les épenthèses peu fréquentes, le changement de ъ en ь derrière des č, ž, š durs et quelques autres traits linguistiques indiquent sa provenance bulgare orientale.

## Sources
- Заимов, Й., М. Капалдо, „Супрасълски или Ретков сборник“, том. 1, София, 1982, том. 2, София, 1983.
- Damjanović, Stjepan, Slovo iskona. Zagreb: Matica hrvatska  (ISBN 953-150-567-5), 2004.
- Schenker, Alexander, The Dawn of Slavic: An Introduction to Slavic Philology. New Haven: Yale University Press  (ISBN 0-300-05846-2), 1995.